# قائمة ألبومات غيمس

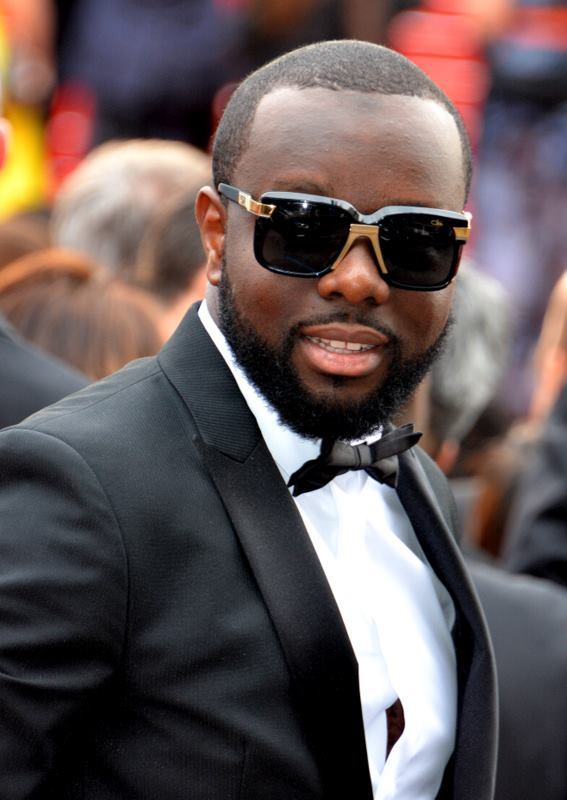
غيمس في مهرجان كان السينمائي 2016

ترجع موسيقى غناء مغني الراب الكونغولي غيمس إلى ثلاثة ألبومات إستوديو، وثلاثة ألبومات تجميعية وأسطوانة مطولة وحيدة. ويتكون أيضًا من تسعة وعشرين إصدار منفرد (بما في ذلك خمسة وعشرون كفنان رائد وأربعة كفنان مشترك) واثنتين وثلاثون أغنية مشتركة وواحد وثلاثون مقطع فيديو. خلال مسيرته المهنية، حصل غيمس على ثمانية إسطوانات ذهبية وستة إسطوانات بلاتينية وثلاثة إسطوانات بلاتينية مزدوجة وثلاثة إسطوانات بلاتينية ثلاثية وثلاثة إسطوانات ماسية. حصل أيضًا على اثنين وثلاثين أغنية منفردة ذهبية، وسبعة عشر من البلاتين الفردي، واثنان من البلاتين المشترك، واحد من البلاتين الثلاثي، والبلاتين واحد رباعي، والبلاتين الخماسي واحد وخمسة من الماس الفردي.

## القائمة
| عنوان الألبوم (عنوان إعادة إصدار)                          | تفاصيل عن الألبوم                                                                    | مواقع بلوغ الذروة | مواقع بلوغ الذروة | مواقع بلوغ الذروة | مواقع بلوغ الذروة | مواقع بلوغ الذروة | مواقع بلوغ الذروة | مواقع بلوغ الذروة | مواقع بلوغ الذروة | مواقع بلوغ الذروة | المبيعات                                                                                   | الشهادات                                                                  |
| عنوان الألبوم (عنوان إعادة إصدار)                          | تفاصيل عن إعادة إصدار                                                                | [ 2 ]             | [ 3 ]             | [ 4 ]             | [ 5 ]             | [ 6 ]             | [ 7 ]             | [ 8 ]             | [ 9 ]             | [ 10 ]            | المبيعات                                                                                   | الشهادات                                                                  |
| ---------------------------------------------------------- | ------------------------------------------------------------------------------------ | ----------------- | ----------------- | ----------------- | ----------------- | ----------------- | ----------------- | ----------------- | ----------------- | ----------------- | ------------------------------------------------------------------------------------------ | ------------------------------------------------------------------------- |
| سابليمينال (الوجه الخفي)                                   | - الإصدار: 20 مايو 2013 - شركة الإنتاج: واتي بي، سوني - الشكل: سي دي، تحميل موسيقي   | 2                 | 1                 | 47                | 11                | 3                 | 72                | —                 | —                 | —                 | - فرنسا: 900٬000 - بلجيكا: 15٬000 - المجموع: 1٬100٬000                                     | - فرنسا: ماسية - بلجيكا: ذهبية                                            |
| سابليمينال (الوجه الخفي)                                   | - الإصدار: 2 ديسمبر 2013 - شركة الإنتاج: واتي بي، سوني - الشكل: سي دي، تحميل موسيقي  | 2                 | 1                 | 47                | 11                | 3                 | 72                | —                 | —                 | —                 | - فرنسا: 900٬000 - بلجيكا: 15٬000 - المجموع: 1٬100٬000                                     | - فرنسا: ماسية - بلجيكا: ذهبية                                            |
| قلبي كان على حق (ضد القلب)                                 | - الإصدار: 28 أغسطس 2015 - شركة الإنتاج: واتي بي، سوني - الشكل: سي دي، تحميل موسيقي  | 1                 | 1                 | 24                | 3                 | 1                 | 40                | 20                | 4                 | —                 | - فرنسا: 920٬000 - بلجيكا: 30٬000 - سويسرا: 20٬000 - الدنمارك: 20٬000 - المجموع: 1٬300٬000 | - فرنسا: ماسية - بلجيكا: بلاتينية - الدنمارك: بلاتينية - سويسرا: بلاتينية |
| قلبي كان على حق (ضد القلب)                                 | - الإصدار: 26 أغسطس 2016 - شركة الإنتاج: واتي بي، سوني - الشكل: سي دي، تحميل موسيقي  | 1                 | 1                 | 24                | 3                 | 1                 | 40                | 20                | 4                 | —                 | - فرنسا: 920٬000 - بلجيكا: 30٬000 - سويسرا: 20٬000 - الدنمارك: 20٬000 - المجموع: 1٬300٬000 | - فرنسا: ماسية - بلجيكا: بلاتينية - الدنمارك: بلاتينية - سويسرا: بلاتينية |
| الحزام الأسود (التفوق – عقد)                               | - الإصدار: 23 مارس 2018 - شركة الإنتاج: مجموعة تي أف 1 - الشكل: سي دي، تحميل موسيقي  | 1                 | 1                 | 28                | 1                 | 1                 | 93                | —                 | —                 | 48                | - فرنسا: 950٬000 - بلجيكا: 20٬000 - المجموع: 1٬000٬000                                     | - فرنسا: ماسية - بلجيكا: بلاتينية                                         |
| الحزام الأسود (التفوق – عقد)                               | - الإصدار: 26 أبريل 2019 - شركة الإنتاج: مجموعة تي أف 1 - الشكل: سي دي، تحميل موسيقي | 1                 | 1                 | 28                | 1                 | 1                 | 93                | —                 | —                 | 48                | - فرنسا: 950٬000 - بلجيكا: 20٬000 - المجموع: 1٬000٬000                                     | - فرنسا: ماسية - بلجيكا: بلاتينية                                         |
| الحزام الأسود (التفوق – عقد)                               | - الإصدار: 6 ديسمبر 2019 - شركة الإنتاج: مجموعة تي أف 1 - الشكل: سي دي، تحميل موسيقي | 1                 | 1                 | 28                | 1                 | 1                 | 93                | —                 | —                 | 48                | - فرنسا: 950٬000 - بلجيكا: 20٬000 - المجموع: 1٬000٬000                                     | - فرنسا: ماسية - بلجيكا: بلاتينية                                         |
| الظاهرة                                                    | - الإصدار: 4 ديسمبر 2020 - شركة الإنتاج: مجموعة تي أف 1 - الشكل: سي دي، تحميل موسيقي | —                 | —                 | —                 | —                 | —                 | —                 | —                 | —                 | —                 | - فرنسا: 100٬000                                                                           | - فرنسا: بلاتينية                                                         |
| « — » يشير إلى أن العنوان لم يتم نشره أو تصنيفه في الدولة. |                                                                                      |                   |                   |                   |                   |                   |                   |                   |                   |                   |                                                                                            |                                                                           |

### ألبومات إستديو
| العنوان         | الغلاف | الشكل               | تاريخ الإصدار | شركة الإنتاج   |
| --------------- | ------ | ------------------- | ------------- | -------------- |
| سابليمينال      |        | سي دي، تحميل موسيقي | 20 مايو 2013  | واتي بي، سوني  |
| قلبي كان على حق |        | سي دي، تحميل موسيقي | 28 أغسطس 2015 | واتي بي، سوني  |
| الحزام الأسود   |        | سي دي، تحميل موسيقي | 23 مارس 2018  | مجموعة تي أف 1 |
| الظاهرة         |        | سي دي، تحميل موسيقي | 4 ديسمبر 2020 | مجموعة تي أف 1 |

#### إعادة إصدار
| العنوان                    | الغلاف | الشكل               | تاريخ الإصدار | شركة الإنتاج   |
| -------------------------- | ------ | ------------------- | ------------- | -------------- |
| الوجه الخفي (سابليمينال)   |        | سي دي، تحميل موسيقي | 2 ديسمبر 2013 | واتي بي، سوني  |
| ضد القلب (قلبي كان على حق) |        | سي دي، تحميل موسيقي | 26 أغسطس 2016 | واتي بي، سوني  |
| التفوق (الحزام الأسود)     |        | سي دي، تحميل موسيقي | 26 أبريل 2019 | مجموعة تي أف 1 |
| عقد (الحزام الأسود)        |        | سي دي، تحميل موسيقي | 6 ديسمبر 2019 | مجموعة تي أف 1 |